# Alex De Taeye
Alexandre Robert (Alex) De Taeye (Brussel, 23 oktober 1898 – 17 februari 1952) was een Belgisch componist.
Hij was zoon van tailleur Jean De Taeye en Marie Louise Hortense Robert. Hij studeerde vanaf 1909 enige jaren aan het Koninklijk Conservatorium Brussel van Edgar Tinel. Daar waren zijn docenten Samule, Marchand, Du Bois en Paul Gilson. Hij studeerde er notenleer (eerste prijs 1912), harmonieleer (1918), contrapunt (1918) en fuga (1920).
Met cantate Le rossignol haalde hij in 1927 de eerste prijs in de Prix de Rome. Hij werd zelf docent aan het Brusselse conservatorium in de vakken transponeren (1929-) en harmonieleer (1942-1949). In 1931 werd hij directeur van het Koninklijk Conservatorium Bergen, dat onder zijn leiding pas koninklijk werd. Hij zou die functie tot zijn dood bekleden. Hij leidde voorts het harmonieorkest uit Frameries.
Tijdens zijn laatste concert op 16 februari 1952 (een dag voor zijn dood) leidde hij het Nationaal Orkest van België.
Hij schreef een honderdtal werken, waaronder:
- Esquisses symphoniques
- Tryptique dramatique
- Fantaisie rapsodique
- Deux mouvements symphoniques
- Paysages wallons
- Paysages flamands
- Ode a terpsichore
- Yannick
- A la cour de Diane (een ballet)

En liederen, koorwerken enzovoort.
- Bibliothèque nationale de France: cb139864726 (data)
- Gemeinsame Normdatei: 173937284
- International Standard Name Identifier: 0000 0000 8199 3390
- Library of Congress Control Number: nr89003504
- MusicBrainz: e5178027-2d89-4808-8b33-a9034218083b
- Nationale Bibliotheek van Tsjechië: xx0180811
- Nederlandse Thesaurus van Auteursnamen: 344107760
- Istituto Centrale per il Catalogo Unico: TO0V628953
- Système universitaire de documentation: 251594939
- Virtual International Authority File: 12152222
- WorldCat: E39PBJhxtPDpMqmYhdQF3mPCwC